# Atheta irrita
Atheta irrita är en skalbaggsart som beskrevs av Thomas Casey 1911. Atheta irrita ingår i släktet Atheta och familjen kortvingar. Inga underarter finns listade i Catalogue of Life.